# Michael Jackson
Michael Joseph Jackson, ameriški glasbenik in pevec, * 29. avgust 1958, Gary, Indiana, ZDA, † 25. junij 2009, Los Angeles.
Znan kot »Kralj popa«, velja za najbolj ikonično kulturno osebnost 20. stoletja. Z glasbenimi nastopi in videospoti mu je uspelo popularizirati zahtevne plesne korake, med katerimi so mnogi postali njegov zaščitni znak. Njegov glas in stil sta zaznamovala ustvarjalce različnih glasbenih zvrsti. Skupaj z glasbo, plesom, slogom oblačenja in medijskim zanimanjem za njegovo zasebno življenje je v popularni kulturi postal ena izmed najslavnejših osebnosti na svetu. Jackson je največkrat nagrajen ustvarjalec v zgodovini popularne glasbe in drži preko 30 rekordov.

## Življenje in kariera
Jackson je začel nastopati pri petih letih. Michael in njegovi štirje starejši bratje so pod vodstvom strogega očeta, Josepha Jacksona, ustanovili skupino The Jackson 5, ki se je kasneje preimenovala v The Jacksons. Njihove največje uspešnice so bile »I Want You Back« (1969), »Dancing Machine« (1973), »Blame It on the Boogie« (1978), »ABC« (1970), in »Who's Lovin' You« (1969). Michaelov prvi samostojni album je bil leta 1979 objavljeni Off The Wall, s katerega so znane tudi mnoge uspešnice, kot so »Don't Stop 'Til You Get Enough«, »Rock With You« in »Off the Wall«.
Leto 1983 je izšel album Thriller, ki tudi po več kot 40 letih ostaja najbolje prodajan album na svetu in na katerem najdemo tudi mnoge izmed njegovih največjih hitov, med drugim »Billie Jean«, pri izvedbi katerega je vedno prisoten zanj zelo značilen ples moonwalk. Za album Thriller je prejel osem grammyjev. Michael je na turnejo za promocijo tega albuma odšel skupaj s svojimi brati. V tem času je odkril tudi, da boleha za boleznijo vitiligo, zaradi česar je začel izgubljati kožni pigment. Sčasoma so postali nekateri predeli na njegovi koži že tako posvetljeni, da skrivanje za ličili za potemnitev zanj ni bilo več smiselno in se odločil za “videz belca”, zaradu česar je bil v javnosti in med mediji močno kritiziran. Med drugim je zaradi eksplozije pirotehnike med snemanjem reklame za Pepsi na glavi utrpel opekline druge in tretje stopnje, zaradi česar se je moral posluževati tudi lasnih podaljškov in lasulj. Leta 1987 je izšel njegov tretji samostojni album Bad, ki mu je prinesel vrhunec kariere. Album je postal v tistem času drugi najbolje prodajani, istoimenska turneja pa je postala ena največjih. Tudi Dangerous, ki je izšel tri leta kasneje, je bil prodajno uspešen. Jackson je ostal na glasbenem vrhu več kot tri desetletja in v letih 1995, 1997 in 2001 na tržišče poslal tri nove albume.
Med turnejami po svetu je obiskoval otroke v bolnišnicah in tekom svojega življenja doniral preko 300 milijonov dolarjev v humanitarne namene. Z dobrodelnimi akcijami in svojim lastnim avtorskim delom (pesmi »We are the World«, »What more can I give«) je uspel zbrati milijone dolarjev za pomoči potrebne. Vse do danes ostaja največji filantrop med vsemi zvezdniki.
Na svojem pravljičnem domu Neverland, kjer je med drugim postavil živalski vrt in zabaviščni park, je gostil tudi različne družine in bolne otroke. Nekateri otroci so z njim preživeli cele dneve in tako tudi spali v njegovi postelji. Njegovo dobronamerno ravnanje in gostovanje otrok pa se je sprevrglo v nepričakovano smer. Po letu 1993 je bila Jacksonova popularnost postavljena pod vprašaj zaradi obtožbe o spolni zlorabi nekega dečka. Kasneje se je izkazalo, da obtožbe niso bile resnične in da je šlo le za finančni interes. Jackson je z namenom, da bi to neprijetno izkušnjo čim prej pustil za sabo, pri tej obtožbi sklenil poravnavo v višini 20 milijonov dolarjev. Tako si je v javnosti ustvaril negativno publiciteto, češ da želi utišati žrtev, čeprav se je na podlagi pravnih nasvetov nameraval zgolj izogniti dolgoletnim sodnim postopkom. Sledilo je še več obtožb. Skoraj deset let je bil ravno zaradi tega pod drobnogledom FBI-ja, ki ni zbral nikakršnih obremenjujočih dokazov. Sodišče je glede novih obtožb o spolnem nadlegovanju mladoletnih oseb razsodilo, da je Jackson nedolžen.
V zakonu z Liso Marie Presley, hčerjo Elvisa Presleya, ni imel sreče. Po dveh letih sta se ločila, a še nekaj let kasneje zmenkovala. Michael je prva dva otroka dobil z Debbie, medicinsko sestro v Avstraliji, ki se je kasneje odpovedala starševskim pravicam. Blanketova mati vse do danes ostaja neznana.
Njegov videz se je spreminjal iz leta v leto, kar je moč pripisati njegovi kožni bolezni in številnim lepotnim operacijam. Menda je želel biti čim manj podoben očetu in se spremeniti, ker ga je v otroštvu klical »veliki nos«. Skozi življenje se je bojeval tudi z odvisnostjo od protibolečinskih zdravil, zaradi česar je moral prekiniti celo turnejo. 
Bil je najbolj zaželena medijska osebnost. Mediji so ga prikazovali v negativni luči, ga klicali »Wacko Jacko« in o njem širili tudi neresnice, ki so se dobro prodaje v javnosti. Množice oboževalcev in paparacev so ga oblegali na vsakem koraku, zato se je iz javnosti umikal. Svojim otrokom je, da bi jih zaščitil pred negativnimi vplivi slave, v javnosti nadel obrazne maske.
Leta 2009, 10 let po glasbenem premoru, se je pripravljal na veliko vrnitev s turnejo This is it, ki je sprva predvidevala 50 koncertov v Londonu in imela potencial za svetovno turnejo. Kot je za Jacksona običajno, je oboževalcem vedno znova hotel ponuditi več. To bi namreč bil prvi 3D koncert na svetu. Skoraj milijon vstopnic je bilo prodanih v rekordnih 4 urah. Z nizom koncertov bi Jackson delno poplačal svoje dolgove, ki so znašali okoli 500 milijonov dolarjev; hkrati pa prvič nastopil tudi pred svojimi otroci: Princem, Paris in Blanket.
Michael Jackson se je v zadnjih letih življenja boril s hudo nespečnostjo (kot posledica hudih opeklin na lobanjskem delu), ki jo je lajšal z različnimi zdravili in uspavali. Umrl je le nekaj tednov pred začetkom turneje, 25. junija 2009, zaradi prevelikega odmerka anastetika propofola. Pretresljiva novica je povzročila, da se je tistega dne spletni promet povečal za četrtino in med drugim povzročil sesutje Twitterja in Wikipedije. Njegova smrt še danes velja za enega najodmevnejših dogodkov tega stoletja.
Jackson je najbolje plačani preminuli glasbenik, saj se je njegovo premoženje od smrti povečalo za preko dveh milijard dolarjev. Del zaslužka pa je namenjen tudi 39 humanitarnim organizacijam, ki jih upravitelji njegovega premoženja še vedno financirajo, s čimer ohranjajo njegovo humanitarno podobo. Tudi po smrti Jacksonova popularnost in ikoničnost živita dalje.